# 埃米利奥·埃斯特万·因方特斯
埃米利奧·埃斯特萬·因方特斯（西班牙語：Emilio Esteban-Infantes Martín，1892年5月18日—1962年9月6日）是一位西班牙軍官，曾在西班牙內戰期間服役，後來又在第二次世界大戰，擔任德意志國防軍的第250步兵師藍色師軍官。他是納粹德國的騎士鐵十字勳章的獲得者。

## 早期經歷
埃斯特萬·因方特斯於1892年5月18日出生於托利多。在1907年，當時15歲的他進入了托萊多步兵學院，佛朗哥和胡安·亞桂是他當時的同學。在1910年畢業後，他被任命為中尉，並被派往摩洛哥加入西班牙非洲軍隊。1912年，年僅20歲的他在里夫戰爭中立功，晉升為上尉，戰爭一直持續到1927年，到1928年，他已經獲得中校軍銜。在戰爭結束之後，他在薩拉戈薩的將軍軍事學院被該校的新任主任佛朗哥將軍任命為教授。 

## 西班牙內戰
1936年7月17日，當時他在馬德里，不過在該地開始了反對共和黨政府的叛亂，他不得不迅速逃到布爾戈斯，在那裡他加入了佛朗哥領導的國民黨軍隊。結果，他被共和黨政府以缺席為理由被判處死刑。 在戰爭期間，他擔任過各種重要的軍事任命，包括1937年7月的布魯內特戰役期間的卡斯蒂利亞軍團總參謀長，以及隨後在1937年12月至1938年2月期間的特魯爾戰役。隨後，他晉升為上校，並擔任納瓦拉第五師的指揮官，最後因其對國民黨軍隊的最終成功和勝利的貢獻而獲得了軍事勳章。 內戰結束一年後的1940年5月，他晉升為準將，負責摩洛哥地區的陸軍總參謀長和第4軍區。 

## 第二次世界大戰
希特勒於1941年6月對蘇聯發動巴巴羅薩行動後，佛朗哥政府授權在德國國防軍的總指揮下派遣一個西班牙志願師──第250步兵師（也被稱為藍色師），最初是由阿古斯丁·穆尼奧斯·格蘭德斯將軍指揮。該師在德國陸軍元帥威廉·馮·里布的總體指揮下部署在北方集團軍群中，並在列寧格勒附近與紅軍進行了幾次戰鬥。 然而，儘管穆尼奧斯·格蘭德斯受到士兵們的歡迎，但這種舉動開始對佛朗哥政府表現出太多的“親德傾向”，甚至在1942年中，佛朗哥就已經全神貫注於戰爭的整體方向和可能的結果。
埃斯特萬·因方特斯是戰爭部長何塞·恩里克·巴萊拉將軍的好友，幾個月來，他一直要求調到藍色師擔任軍事任命。但是，巴萊拉知道，這裹只容得下一個旅長，因此因方特斯只能被派往蘇聯戰區，擔任師長。佛朗哥最終解決了這個問題，他是托萊多和薩拉戈薩的軍事學院的前同事，對此他非常了解。佛朗哥認為，與更具爭議的穆尼奧斯·格蘭德斯相比，埃斯特萬·因方特斯是一種更為溫和和外交的選擇。因此，他被派往納粹德國，在德意志國防軍中被任命為德國少將，並在貝格霍夫直接向希特勒宣誓就職。 
1942年12月，埃斯特萬·因方特斯終於正式成為藍色師的指揮官。他面臨著一個艱難的局面，因為他要取代穆尼奧斯·格蘭德斯這個在軍中受歡迎的指揮官。德國將軍們最初也認為他在他的觀點中過於親英，但他很快贏得了他們的尊敬，因為他開始表現出他作為偉大軍事規劃的精湛技巧，尤其是在1943年於東部戰線的反攻形勢下。
1943年2月，埃斯特萬·因方特斯面臨蘇聯的一次重大的行動，後者企圖突破列寧格勒的圍困。當時蘇聯第55軍在斯大林格勒取得勝利後重新振作起來，在莫斯科-列寧格勒主幹道附近的克拉斯尼博爾戰役中向西班牙陣地發動攻勢。儘管傷亡慘重，不過西班牙還是能夠抵禦7倍大的紅軍，而且後者擁有坦克支援，蘇聯的攻勢被迫中止，對列寧格勒的圍困又維持多了一年。這次的勝利確立了埃斯特萬·因方特斯在他自己的士兵和德國總參謀部中的聲譽，領導德國第18軍的德國大將格奧爾格·林德曼將軍前來拜訪並祝賀他取得了這一偉大壯舉。他被提升為德國中將，並獲得了德國金十字勳章。1943年10月3日，他更獲得了騎士鐵十字勳章。 
1943年10月，由於盟軍在戰爭中逐漸取得優勢，以及開始與盟軍進行談判，佛朗哥決定撤回大部分藍色師的單位，並以較小的藍軍團代替藍色師。在將命令移交給奧伯斯特·安東尼奧·加西亞·納瓦羅之前，埃斯特萬·因方特斯負責建立這個較小的單位。然後，他於1943年12月返回西班牙，在當地晉升為中將，並指揮第9軍區。

## 戰後
戰爭結束後，他擔任過各種職務，包括最高軍事司法委員會主席，第7軍區司令和佛朗哥的軍事戶主，然後結束了他的中央總參謀長生涯。他在1958年發表了自己的回憶錄：“藍色師：東線的西班牙志願人員”。他重申自己為參加蘇德戰爭而感到自豪，並說這有助反駁19世紀時西班牙在戰爭方面的糟糕表現的歷史。
1962年9月6日，經歷過久病之後，他在希洪的家中去世，享年70歲。